# Strongsville
Strongsville é uma cidade localizada no estado norte-americano do Ohio, no Condado de Cuyahoga.

## Demografia
Segundo o censo norte-americano de 2000, a sua população era de 43.858 habitantes.
Em 2006, foi estimada uma população de 43.347, um decréscimo de 511 (-1.2%).

## Geografia
De acordo com o United States Census Bureau tem uma área de 63,8 km², dos quais 63,8 km² cobertos por terra e 0,0 km² cobertos por água.

## Localidades na vizinhança
O diagrama seguinte representa as localidades num raio de 12 km ao redor de Strongsville.